# Byen jeg elskede
Byen jeg elskede [بار دیگر شهری که دوست می‌داشتم] er en persisk lyrisk roman af den iranske forfatter Nader Ebrahimi (1936-2008).
Romanen blev øjeblikkeligt en stor succes da den udkom i Iran i 1966 og siden da er den blevet genoptrykt 26 gange, senest i 2014.
I 2014 udkom romanen i dansk oversættelse på Forlaget Korridor. 
Byen jeg elskede er fortællingen om to børns kærlighed til hinanden, til livet og til deres by. Romanen er inddelt i 3 kapitler; "Efterårsdrømmens regn", "Fem breve til Stjernevænget fra strandhytten i Chamkhalleh" og "Enden på drømmens regn". Der gøres brug af 3 skriftstørrelser som fletter ind mellem hinanden gennem hele bogen. De 3 størrelser repræsenterer hver sit perspektiv, børnenes (lille skrift), det neutrale (mellemskrift) og den voksne fortællers (stor skrift). Dette formtræk var nyskabende da Ebrahimi anvendte det i Iran i 1966. 
Den danske udgave er oversat af Shekufe Tadayoni Heiberg og illustreret af Shekufe og Karl-Emil Heiberg